# غلوريا ماركس
غلوريا ماركس (بالإنجليزية: Gloria Marks)‏ هي لاعب كرة قاعدة أمريكية، ولدت في 1923 في سان دييغو في الولايات المتحدة.